# سیارک ۴۸۶۴۳
سیارک ۴۸۶۴۳ (به انگلیسی: 48643 Allen-Beach، نامگذاری:1995UA2) چهل و هشت هزار و ششصد و چهل و سومین سیارک کشف شده‌است که در ۲۰ اکتبر ۱۹۹۵ کشف شد.